# Bitka kod Korčule (1298.)
Bitka kod Korčule je ratni sukob koji se odvijao 8. rujna 1298., između flote Mletačke Republike i Genove, u kojoj je sudjelovao i Marko Polo.
Prema kronici bitka je započela nedjelju, 7. rujna 1298. te je trajala do pod kraj dana kada se od Mljeta pojavilo 16 genoveških galija zaostalih u Otrantskim vratima. Oni su napali tada već iscrpljeno mletačko brodovlje. 
Marko Polo je sudjelovao kao zapovjednik galije s 120 vesala u obrani venecijanske Korčule. Đenovežani ga zarobljavaju te je odveden u Genovu i bačen u tamnicu. Tada je imao vremena razmišljati o dogodovštinama sa svog dugog i zanimljivog putovanja po istočnim zemljama. Te svoje doživljaje on priča svom prijatelju u zatvoru Rustichelliju, koji ih je zabilježio na francuskom jeziku u knjizi "Livre des merveilles du monde". U ovoj bitci poginulo je oko 7000 Mlečana te ih je oko 7400 zarobljeno. Genovski zapovjednik Lamba Doria je na Korčuli četiri dana slavio pobjedu te je u Genovu pobjedonosno doplovio 16. listopada.
U spomen na ovu bitku u Korčuli se svake godine početkom rujna rekonstruira bitka pod nazivom "Bitka Marka Pola".